# 마히라 칸
마히라 칸(우르두어: ماہرہ خان, 영어: Mahira Khan, 1984년 12월 21일 ~ )은 파키스탄의 배우이다.